# العلاقات الباهاماسية الفرنسية
العلاقات الباهاماسية الفرنسية هي العلاقات الثنائية التي تجمع بين باهاماس وفرنسا.

## مقارنة بين البلدين
هذه مقارنة عامة ومرجعية للدولتين:
| وجه المقارنة                                              | باهاماس      | فرنسا                                                    |
| --------------------------------------------------------- | ------------ | -------------------------------------------------------- |
| المساحة (كم2)                                             | 13.88 ألف    | 643.80 ألف                                               |
| عدد السكان (نسمة)                                         | 395.36 ألف   | 67.12 مليون                                              |
| الكثافة السكانية (ن./كم²)                                 | 28.48        | 104.26                                                   |
| العاصمة                                                   | ناساو        | باريس                                                    |
| اللغة الرسمية                                             | لغة إنجليزية | لغة فرنسية                                               |
| العملة                                                    | دولار بهامي  | يورو، فرنك س ف ب، فرنك فرنسي، Livre tournois ‏            |
| الناتج المحلي الإجمالي (بليون دولار)                      | 12.16 مليار  | 2.58 تريليون                                             |
| الناتج المحلي الإجمالي (تعادل القوة الشرائية) بليون دولار | 8.92 مليار   | 2.87 تريليون                                             |
| الناتج المحلي الإجمالي الاسمي للفرد دولار أمريكي          | 22.82 ألف    | 36.20 ألف                                                |
| الناتج المحلي الإجمالي للفرد دولار أمريكي                 |              | 39.33 ألف                                                |
| مؤشر التنمية البشرية                                      | 0.790        | 0.888                                                    |
| رمز المكالمات الدولي                                      | +1242        | +33                                                      |
| رمز الإنترنت                                              | .bs          | .fr، .bzh ‏، .tf، .re، .wf، .yt، .pm، .paris              |
| المنطقة الزمنية                                           | 00           | أوروبا/باريس ‏، توقيت وسط أوروبا، توقيت وسط أوروبا الصيفي |

## منظمات دولية مشتركة
يشترك البلدان في عضوية مجموعة من المنظمات الدولية، منها:
| علم المنظمة | اسم المنظمة                               | تاريخ انضمام باهاماس | تاريخ انضمام فرنسا |
| ----------- | ----------------------------------------- | -------------------- | ------------------ |
|             | مؤسسة التنمية الدولية                     | 23 يونيو 2008        | 30 ديسمبر 1960     |
|             | يونسكو                                    | 23 أبريل 1981        | 4 نوفمبر 1946      |
|             | وكالة ضمان الاستثمار متعدد الأطراف        | 4 أكتوبر 1994        | 28 ديسمبر 1989     |
|             | الأمم المتحدة                             | 18 سبتمبر 1973       | 24 أكتوبر 1945     |
|             | الفريق المعني برصد الأرض                  | ?                    | ?                  |
|             | الاتحاد البريدي العالمي                   | ?                    | ?                  |
|             | البنك الدولي للإنشاء والتعمير             | 21 أغسطس 1973        | 27 ديسمبر 1945     |
|             | الاتحاد الدولي للاتصالات                  | 19 أغسطس 1974        | 1866               |
|             | منظمة حظر الأسلحة الكيميائية              | ?                    | ?                  |
|             | مؤسسة التمويل الدولية                     | 8 ديسمبر 1986        | 20 يوليو 1956      |
|             | المركز الدولي لتسوية المنازعات الاستشارية | 18 نوفمبر 1995       | 20 سبتمبر 1967     |
|             | منظمة الشرطة الجنائية الدولية             | ?                    | ?                  |

## وصلات خارجية
- موقع وزارة الخارجية الفرنسية